# Lavaldens
Lavaldens település Franciaországban, Isère megyében. Lakosainak száma 161 fő (2022. január 1.). Lavaldens La Valette, Villard-Saint-Christophe, Livet-et-Gavet, La Morte, Oris-en-Rattier, Ornon, Saint-Honoré és Chantepérier községekkel határos.

## Népesség
A település népességének változása:
| Lakosok száma | 224  | 146  | 131  | 151  | 168  | 163  | 151  | 151  | 152  | 161  |
|               | 1968 | 1982 | 1990 | 2006 | 2013 | 2015 | 2017 | 2019 | 2020 | 2022 |